# Joseph Kleutgen
Joseph (ou Josef) Wilhelm Karl Kleutgen (né le 9 avril 1811 et mort le 13 janvier 1883) est un théologien et philosophe jésuite prussien. Membre de la Compagnie de Jésus, il a contribué de manière significative à l'établissement du néothomisme.

## Biographie
Kleutgen est né à Dortmund, en grand-duché de Berg. Du 28 avril 1830 au 8 janvier 1831, il étudie la philologie à l'université de Munich. Il s'intéresse à la philosophie de Platon et aux poètes tragiques grecs. Membre de la fraternité Germania, il est inculpé après des troubles politiques à Munich inspirés par la Révolution de Juillet en France et s'enfuit à Iéna. À Pâques 1832, il entre à l'académie théologique de Münster. Après deux semestres à Münster, il se rend au séminaire de Paderborn, où il est ordonné sous-diacre le 22 février 1834. En raison de menaces d'arrestation par la police prussienne du fait de son implication dans les révoltes de 1830 et pour échapper au service militaire, il se rend en Suisse. Le 28 avril, il entre dans la Compagnie de Jésus à Brigue, en Suisse, et pour éviter tout problème avec le gouvernement prussien, il se fait naturaliser dans l'un des cantons suisses et change son nom en "Peters". Après son ordination sacerdotale en 1837, il est professeur d'éthique à Fribourg, en Suisse, pendant deux ans ; il enseigne ensuite la rhétorique à Brigue de 1840 à 1843. En 1843, il est nommé professeur de rhétorique au Collège allemand de Rome.
Pendant son séjour à Rome et dans les environs (1843-1874), outre le travail pastoral et la rédaction de ses principaux écrits, il est suppléant du secrétaire du Supérieur général des Jésuites (1843-1856), John-Philip Roothaan, secrétaire (1856-1862), consulteur de la Congrégation de l'Index et collaborateur à la préparation de la Constitution De Fide Catholica du concile Vatican I. Il compose la première ébauche de l'encyclique Æterni Patris du pape Léon XIII sur la scolastique (1879). Il joue un rôle de premier plan dans la renaissance de la philosophie et de la théologie scolastique.
En 1856, Kleutgen alias Peters devient confesseur extraordinaire du couvent franciscain de Saint-Ambroise à Rome. Les religieuses de ce couvent honorent comme une sainte leur abbesse fondatrice, Agnese Firrao (décédée en 1854), bien que cela ait été interdit par le Saint-Office en 1816, qui avait condamné l'abbesse pour « fausse sainteté » (prétention non fondée à la sainteté.
En 1858, la princesse Katharina de Hohenlohe-Waldenburg-Schillingsfürst, veuve, s'installe à Rome avec l'intention de devenir religieuse. Son directeur spirituel, le cardinal Karl-August von Reisach, lui recommande de rejoindre le monastère franciscain de Sant'Ambrogio. Katharina von Hohenlohe, ayant récemment rejoint le couvent en tant que novice, dénonce les activités qui y ont cours à l'Inquisition romaine, accusant la maîtresse des novices Maria Luisa, entre autres, de transgressions sexuelles, de pratiques hérétiques et de préparation d'homicides. Maria Luisa prétendait recevoir des messages de Sainte-Marie, effectuait des rituels généralement autorisés uniquement pour les prêtres et avait des relations sexuelles avec plusieurs novices. Dans ce contexte, la princesse fait l'objet d'une tentative d'empoisonnement.
Au cours de l'enquête, il apparaît que Peters alias Kleutgen qui a le droit de confesser les religieuses du couvent, a eu des relations sexuelles avec Maria Luisa, qu'il considère comme une sainte. bénéficiant de visions et révélations divines. Il a eu connaissance de l'empoisonnement de Katharina, bien que la mesure dans laquelle il avait été l'instigateur de la tentative de meurtre n'ait pu être déterminée. Il est reconnu coupable d'hérésie pour avoir encouragé le culte d'Agnese Firrao, et condamné à trois ans d'assignation à résidence. Cependant, le pape Pie IX réduit la peine à deux ans, que Kleutgen passe à l'extérieur de Rome, au sanctuaire de Notre-Dame de Galloro, où il continue à travailler sur son magnum opus théologique, Theologie der Vorzeit et Philosophie der Vorzeit.
Plus tard, Kleutgen contribue à la définition du dogme de l'infaillibilité papale. Le pape Pie IX le juge utile car il est l'un des plus ardents partisans de l'infaillibilité pontificale. Après l'ouverture du premier concile Vatican, à la demande de plusieurs évêques, notamment Walter Steins, vicaire apostolique de Calcutta, son supérieur général, puis Peter Beckx, le rappelle à Rome pour qu'il soit mis à la disposition du concile, et le pape Pie IX lève toutes les censures ecclésiastiques. Gustav Adolf, cardinal prince de Hohenlohe-Schillingsfürst, parent de Katharina de Hohenlohe et adversaire théologique de Kleutgen, ne parvient pas à utiliser le scandale de Sant'Ambrogio pour bloquer son ascension. Après la fin des États pontificaux en 1870, il vit en exil jusqu'à ce que le pape Léon XIII, rappelle Kleutgen à Rome ; il contribue à la rédaction de l'encyclique Aeterni Patris.
En 1879, certains vieux catholiques qui s'étaient séparés de l'Église catholique sur la question de l'infaillibilité papale font circuler des informations selon lesquelles Kleutgen a été condamné par l'Inquisition romaine à une peine d'emprisonnement de six ans pour complicité dans l'empoisonnement de la princesse von Hohenlohe ; mais, le 7 mars, Juvenal Pelami, notaire de l'Inquisition, témoigne que Kleutgen n'a jamais été convoqué devant l'Inquisition sur une telle accusation.
Bien que des rumeurs aient circulé à l'époque, ce n'est que dans les années 1970 que les premiers documents portant sur l'affaire ont été découverts, et ce n'est qu'en 1998 que l'ensemble du dossier a été retrouvé.
Kleutgen meurt à St. Anton, près de Kaltern, dans le Tyrol.

## Œuvres
Les principaux ouvrages de Kleutgen sont :
- Die alten und die neuen Schulen (Mayence, 1846, Münster, 1869) ;
- Ueber den Glauben an das Wunderbare (Münster, 1846) ;
- Ars dicendi (Rome, 1847 ; Turin, 1903) ;
- Die Theologie der Vorzeit (3 vol., Münster, 1853–60, 5 vol., 1867–74) ;
- Leben frommer Diener und Dienerinnen Gottes (Münster, 1869) ;
- Die Philosophie der Vorzeit (2 vol., Münster, 1860-3; Innsbruck, 1878), traduit en français et en italien, et récemment (2019) en anglais par William H. Marshner sous le titre Pre-Modern Philosophy Defended ;
- Die Verurteilung des Ontologismus (Münster, 1868) ; traduit en français et en italien ;
- Zu meiner Rechtfertigung (Münster, 1868) ;
- Vom intellectus agens und den angeborenen Ideen ;
- Zur Lehre vom Glauben (Münster, 1875) ;
- Die Ideale und ihre wahre Verwirklichung (Francfort, 1868) ;
- Ueber die Wunsche, Befürhtungen und Hoffnungen in Betreff der bevorstehenden Kirchenversammlung (Münster, 1869) ;
- Briefe aus Rom (Münster, 1869) ;
- Predigten (Ratisbonne, 1872 ; 2 vol., 1880-5) ;
- Die oberste Lehrgewalt des römischen Bischofs (Trèves, 1870) ;
- De ipso Deo (Ratisbonne, 1881) ;
- Das Evangelium des heiligen Matthäus (Fribourg, 1882).